# Frassinetto
Frassinetto (arpità Frasinei, piemontès Frassinèj) és un municipi italià, situat a la ciutat metropolitana de Torí, a la regió del Piemont. L'any 2007 tenia 287 habitants. Està situat a la Vall Soana, una de les Valls arpitanes del Piemont. Limita amb els municipis de Borgiallo, Castelnuovo Nigra, Chiesanuova, Ingria, Pont-Canavese i Traversella.

## Administració
| Període | Identitat               | Partit        |
| ------- | ----------------------- | ------------- |
| 2006-   | Bartolomeo Carlo Truffa | Llista cívica |